# 핑크 리본

핑크리본

핑크리본은 유방암 인식의 국제 상징이다. 일반적으로 핑크색과 핑크색리본은 유방암 상표와 함께 착용자와 후원자를 식별하고 여성 유방암 환자를 위한 도덕적인 후원을 표현한다. 핑크리본은 가장 일반적으로 국립 유방암 인식의 달(BCAM) 동안 볼 수 있다.

## 역사
유방암 인식과 함께 핑크 리본이 처음으로 사용된 것은 1991년 가을, 유방암 생존자들을 위한 뉴욕 경주에서 Susan G. Komen Foundation 이 참가자들에게 핑크색 리본을 나눠 준 일이다.
핑크색 리본은 그 다음해인 1992년 National Breast Cancer Awareness Monte의 공적인 상징으로 받아들여졌다. 핑크색 리본은 에이즈 인식의 상징인 빨간 리본이 유명한데서 비롯되었다. 여성의 건강잡지인 “Self”의 편집장 Alexandra Penney와 유방암 생존자인 Evelyn Lauder, 그리고 화장품 회사 에스티로더의 수석 부사장은 뉴욕에 있는 화장품 매장에서 나눠 줄 핑크색 리본을 만들었다.
에스티로더와 잡지 “Self”는 처음에 국립 암 연구소의 암 예방 연구의 예산을 늘리기위해 복숭아색 리본 캠페인을 시작한 Charlotte Haley에게 접근했다. Haley는 그녀가 상업적인 부분때문에 거절했다. 그래서 에스티로더와 Self는 Haley의 노력을 회피하기 위해 2005년 그들의 리본을 밝은 핑크색으로 바꿨다.
핑크와 블루 리본은 비교적으로 희귀한 남성의 유방암을 상징할 때도 사용된다.  핑크와 블루 리본은 “Men Get Breast Cancer Too” 인식을 가져 온 John W. Nick Foundation의 설립자 Nancy Nick에 의해 디자인되었다.

## 의미
핑크색 리본은 유방암의 두려움, 미래에 대한 희망, 공개적으로 유방암 활동을 지지하는 사업과 사람들의 자선적 선행을 대표한다.
유방암 기관들은 핑크색 리본을 유방암과 함께 그들 스스로를 연합시키고, 유방암 인식을 증진, 모금활동을 지지하는데 사용한다. Pink Ribbon International과 같은 유방암과 관련된 몇몇 기관들은 그들의 주요한 상징으로써 핑크색 리본을 사용

## 판매
매년 10월이 되면 핑크 리본으로 수백, 수천 개의 제품들을 장식하는데 이 핑크리본은 유방암 인식이나 연구를 지지하기 위한 기부금액을 위해 팔려진다.
핑크 리본이 그려진 유방암 유방암 인식 우표는 1996년 미국에서 처음으로 발행되었다. 이것이 잘 판매되지 않자 연구를 강조한 새로운 우표가 만들어졌다. 새 우표는 핑크색 리본을 표현하지 않는다.
캐나다에서 Royal Canadian Mint는 유방암 기념 은동전을 제작했다. 15,000개의 코인은 2006년 발행되었다. 동전의 한쪽 면에는 엘리자베스 여왕의 초상화가, 다른 한쪽에는 핑크색 리본이 에나멜처리되어있다. 또한, 25센트 동전 30,000,000개가 정상 유통을 위해  핑크색 리본 그림과 함께 발행되었다.